# Taggeckos
Die Taggeckos oder Phelsumen (Phelsuma) sind eine Gattung kleiner Echsen aus der Familie der Geckos (Geckonidae). Ihr am weitesten verbreiteter Vertreter ist der Palmen-Taggecko (Phelsuma dubia). Im Gegensatz zu der Mehrzahl der anderen Geckos sind Phelsumen bis auf Phelsuma guentheri tagaktiv, andere tagaktive Geckos gehören zu den Gattungen Lygodactylus, Sphaerodactylus, Quedenfeldtia und Gonatodes. Phelsuma ist als einzige Geckogattung neben Uroplatus komplett im Anhang 2 des Washingtoner Artenschutz-Übereinkommens aufgeführt (Ausnahme: Phelsuma guentheri ist im Anhang 1 gelistet).

## Merkmale
Die Färbung der Taggeckos erstreckt sich von einfachem Grün mit Farbtupfern bis zu komplexen gelb-blauen Mustern. Die Gesamtlänge von Phelsumen reicht von etwa 85 mm bis zu über 300 mm, wobei die meisten Arten knapp 200 mm erreichen. Sie haben runde Pupillen und besitzen keine Augenlider. Die ursprünglich vorhandenen oberen und unteren Augenlider sind im Laufe der Evolution zusammengewachsen und haben sich zu einer durchsichtigen Membran entwickelt. Beiderseits befindet sich hinter dem Trommelfell der endolymphatische Apparat, der häufig als Kalksäckchen bezeichnet wird. Der endolymphatische Apparat setzt sich zusammen aus einem beutelförmigen Saccus endolymphaticus und einem zuführenden Gang, dem Ductus endolymphaticus. Diese beiden Strukturen enthalten Calcium. Dieses Organ dient sowohl als Gleichgewichtsorgan als auch als Calciumspeicher. Die Weibchen benutzen diesen Speicher zur Eierschalenproduktion.
Die Geschlechter sind hauptsächlich an den bei Männchen stark ausgebildeten Femoralporen oberhalb der Kloakenregion zu unterscheiden. Die Daumen sind im Vergleich zu den übrigen Zehen kurz. Die Schuppen an der Unterseite der Zehen werden als Subdigitallamellen bezeichnet. Sie sind in mehreren Längsreihen angeordnet. Die Subdigitallamellen sind einseitig mit 80–120 Mikrometer langen Setae (Haftborsten) besetzt. Diese Setae fasern sich wiederum in jeweils etwa 1000, endständig tellerförmig verbreitete, Spatulae auf. Diese Spatulae können sich in den kleinsten Unebenheiten eines Substrates verkrallen, weswegen Phelsumen auch an scheinbar glatten Oberflächen haften können.

## Lebensweise und Verhalten
Phelsumen sind wahrscheinlich tertiär tagaktiv. Das heißt, dass sich Taggeckos aus einer oder mehreren nachtaktiven Geckoarten entwickelt haben, die wiederum von tagaktiven Vorfahren abstammen. Ein Hinweis, der diese Theorie bestätigt, ist der Nachweis von leistungsfähigen Sehzellen im Auge der Taggeckos, die nachtaktive Vorfahren vermuten lassen. Außerdem werden Phelsumen zu den thigmothermen Tieren gerechnet. Typisch für thigmotherme Tiere ist, dass sie sich tagsüber überwiegend im Schatten aufhalten, nach einer relativ kurzen Phase der Thermoadaptation. Außerdem ist die Körpertemperatur nur geringfügig höher als die Umgebungstemperatur. Tiere, die sich gerne in der Sonne aufhalten, werden als heliotherm bezeichnet.

## Verbreitung
Taggeckos kommen hauptsächlich auf einigen Inseln des Indischen Ozeans vor. Ihr Hauptvorkommen liegt in Madagaskar, wo auch die Ausbreitung auf andere Inseln ihren Ursprung haben dürfte. Von hier aus verbreiteten sie sich auf den Inselgruppen im Indischen Ozean wie den Komoren, Seychellen, Andamanen, Maskarenen sowie auf dem südostafrikanischen Festland. Auf vielen Inseln leben endemische Arten. Dazu zählen beispielsweise die auf Mayotte heimischen Arten Pasteurs Taggecko (Phelsuma pasteuri) und Schwarzstreifen-Taggecko (Phelsuma nigristriata), die auf den anderen Inseln der Komoren nicht vorkommen.
Von Menschen eingeführte Populationen gibt es in Florida und auf Hawaii.

## Bedrohung
Die rasante Vernichtung von Primärwäldern und der Bau gigantischer Hotelanlagen an den Uferzonen und der mit Letzterem verbundene Insektizideinsatz sind eine starke Bedrohung für die oft sehr „inselartig“ verbreiteten Restvorkommen der Phelsumen. Eingeschleppte Tiere tragen zu ihrer Vernichtung bei.

## Ernährung
Phelsumen ernähren sich von verschiedenen Insekten oder anderen Wirbellosen. Daneben fressen Taggeckos gerne Nektar, Pollen und wahrscheinlich reife Früchte wie z. B. Bananen.

## Arten und Unterarten
Wahrscheinlich stammen die ersten schriftlichen Aufzeichnungen über Phelsumen von François Leguat (1708). Er berichtete von dunkel gefärbten Echsen auf der Insel Rodrigues, bei denen es sich um die inzwischen ausgestorbene Art Phelsuma gigas handelte. Die Gattung Phelsuma wurde unter diesem Gattungsnamen erstmals 1825 durch den britischen Zoologen John Edward Gray beschrieben und nach dem niederländischen Arzt Murk van Phelsum benannt. Bisher sind etwa 70 Arten und Unterarten beschrieben worden.
Zwei Phelsumenarten, (Phelsuma gigas und Phelsuma edwardnewtoni) werden als ausgestorben betrachtet. Das Aussterben dieser Arten wurde wahrscheinlich durch die Vernichtung ihrer Biotope und eingeschleppte Haustiere verursacht. Derzeit werden 51 Arten anerkannt. In der Reptile-Database sind P. parva und P. dorsivittata, die 2010 als Arten wiedererrichtet wurden, nicht verzeichnet:
- Phelsuma abbotti
  - Phelsuma abbotti abbotti
  - Phelsuma abbotti chekei
  - Phelsuma abbotti sumptio
- Phelsuma andamanensis
- Phelsuma antanosy
- Phelsuma astriata
  - Phelsuma astriata astriata
  - Phelsuma astriata semicarinata
- Phelsuma barbouri
- Phelsuma berghofi
- Phelsuma borai
- Phelsuma borbonica
  - Phelsuma borbonica borbonica
  - Phelsuma borbonica agalegae
- Phelsuma breviceps
- Phelsuma cepediana
- Phelsuma comorensis
- Phelsuma dorsivittata[1]
- Phelsuma dubia
- † Phelsuma edwardnewtoni
- Phelsuma flavigularis
- Phelsuma gigas
- Phelsuma grandis
- Phelsuma gouldi
- Phelsuma guentheri
- Phelsuma guimbeaui
- Phelsuma guttata
- Phelsuma hielscheri
- Phelsuma hoeschi
- Phelsuma inexpectata
- Phelsuma kely
- Phelsuma klemmeri
- Phelsuma kochi
- Phelsuma laticauda
  - Phelsuma laticauda laticauda
  - Phelsuma laticauda angularis
- Phelsuma lineata
  - Phelsuma lineata lineata
  - Phelsuma lineata bombetokensis
  - Phelsuma lineata elanthana
  - Phelsuma lineata punctulata

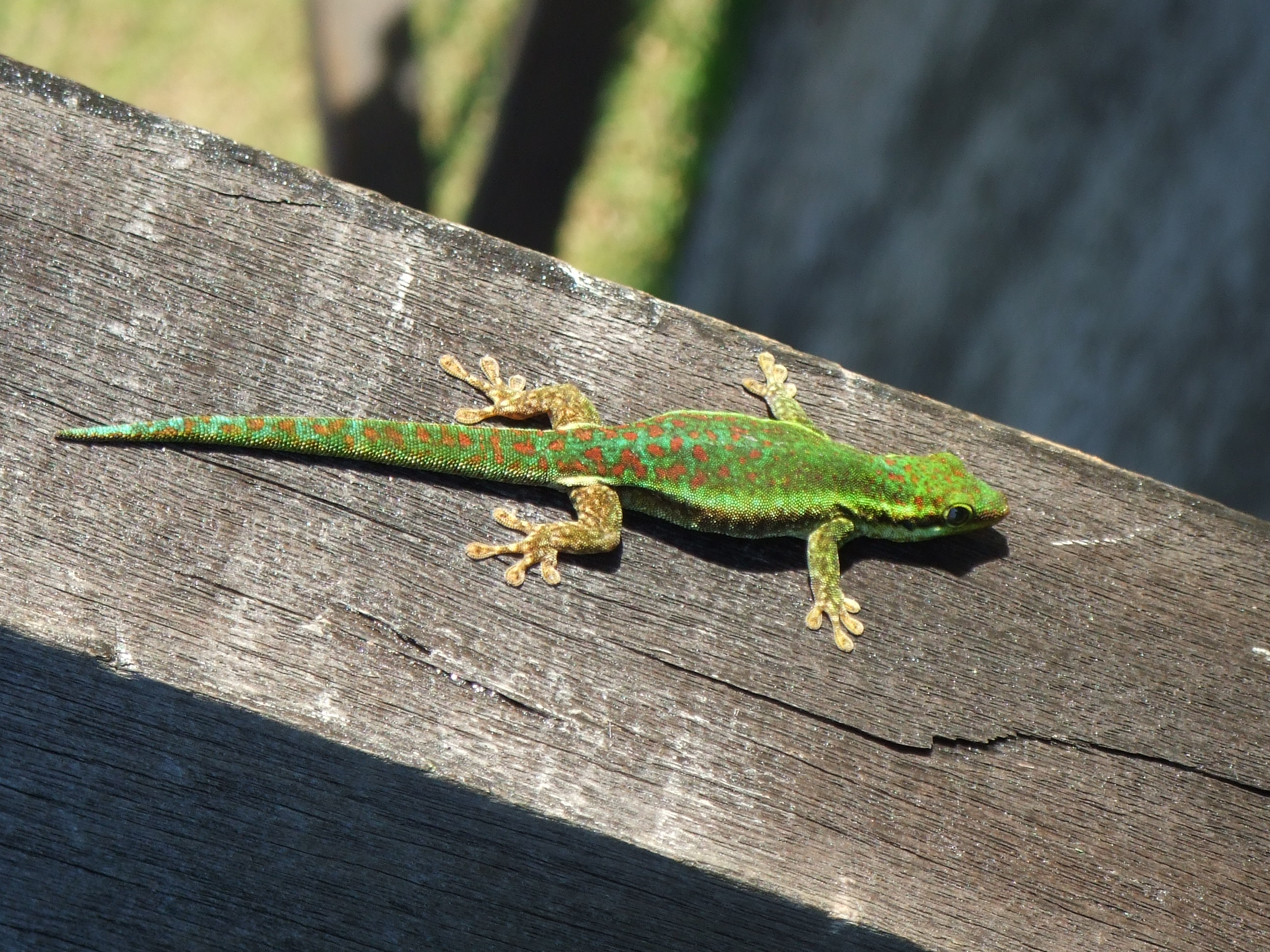
Phelsuma borbonica

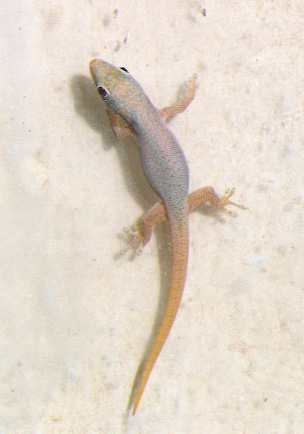
Phelsuma dubia

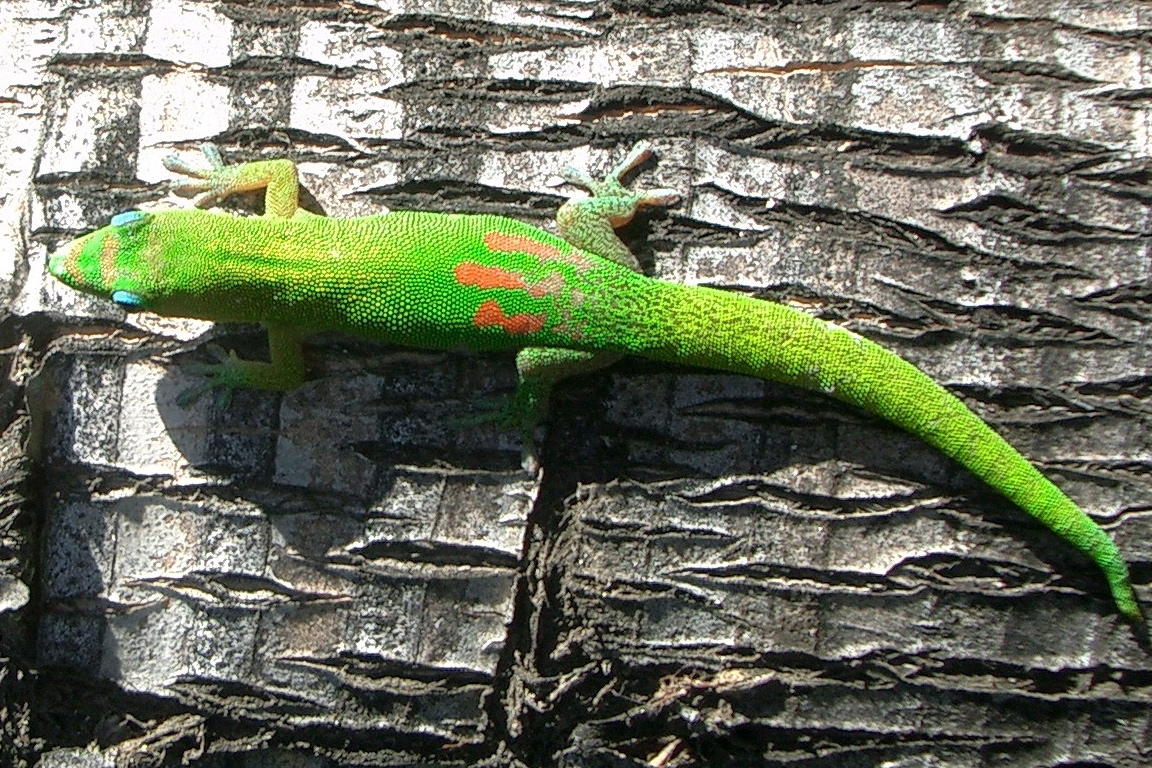
Phelsuma laticauda in Kona, Hawai'i

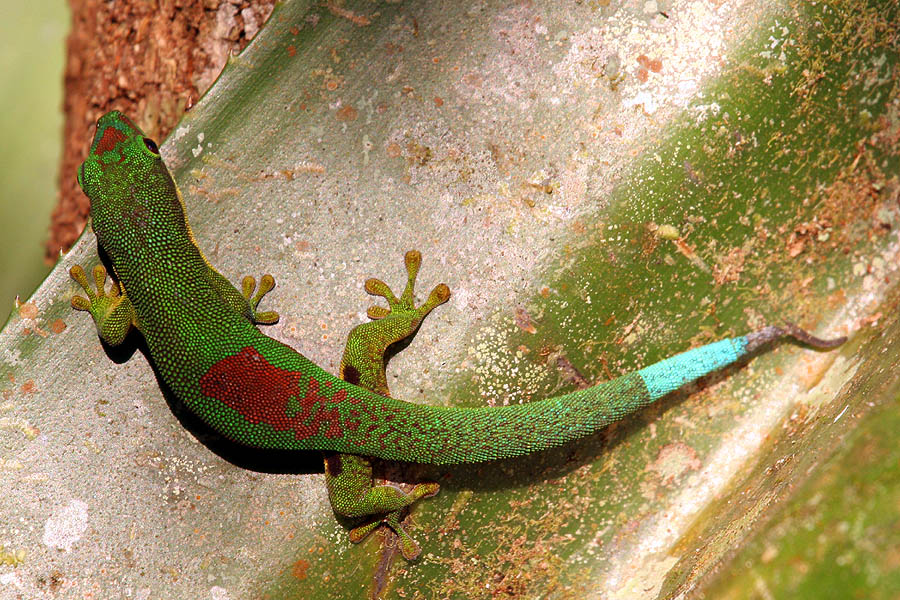
Phelsuma lineata

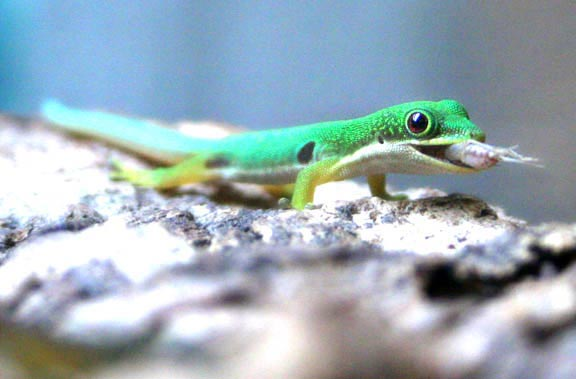
Phelsuma quadriocellata

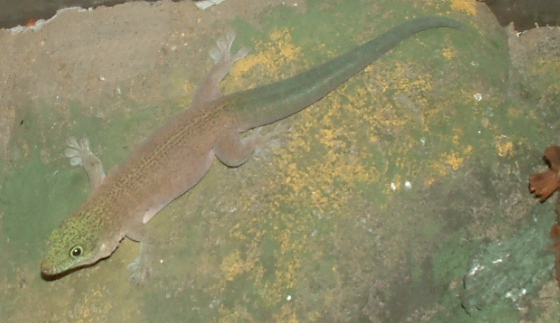
Phelsuma standingi

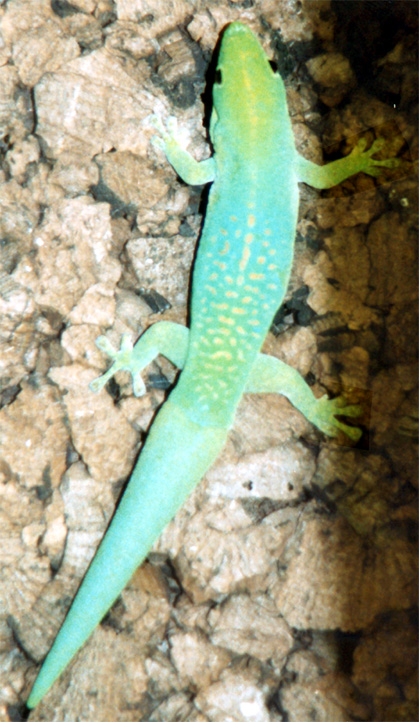
Phelsuma v-nigra v-nigra

- Phelsuma madagascariensis
  - Phelsuma madagascariensis madagascariensis
  - Phelsuma madagascariensis boehmei
- Phelsuma malamakibo
- Phelsuma masohoala
- Phelsuma modesta
  - Phelsuma modesta modesta
  - Phelsuma modesta isakae
  - Phelsuma modesta leiogaster
- Phelsuma mutabilis
- Phelsuma nigristriata
- Phelsuma ornata
- Phelsuma parkeri
- Phelsuma parva[1]
- Phelsuma pasteuri
- Phelsuma pronki
- Phelsuma pusilla
  - Phelsuma pusilla Pusilla
  - Phelsuma pusilla hallmanni
- Phelsuma quadriocellata
  - Phelsuma quadriocellata quadriocellata
  - Phelsuma quadriocellata bimaculata
  - Phelsuma quadriocellata lepida
- Phelsuma ravenata
- Phelsuma robertmertensi
- Phelsuma roesleri[3]
- Phelsuma rosagularis
- Phelsuma seippi
- Phelsuma serraticauda
- Phelsuma standingi
- Phelsuma sundbergi
  - Phelsuma sundbergi sundbergi
  - Phelsuma sundbergi ladiguensis
  - Phelsuma sundbergi longinsulae
- Phelsuma v-nigra
  - Phelsuma v-nigra v-nigra
  - Phelsuma v-nigra anjouanensis
  - Phelsuma v-nigra comoraegrandensis
  - Phelsuma v-nigra pasteuri, siehe Phelsuma pasteuri
- Phelsuma vanheygeni